# Lauren Hemp
Lauren Hemp (født 7. august 2000) er en kvindelig engelsk fodboldspiller, der spiller angreb for engelske Manchester City i FA Women's Super League og Englands kvindefodboldlandshold.
Den 27. maj 2021 blev det annonceret at Hemp var en af de fem angribere i OL-truppen for Storbritanniens olympiske kvindefodbold ved Sommer-OL 2020 i Tokyo.
Hun officielt landsholdsdebut den 8. oktober 2019, mod Portugal i en venskabskamp, som indskiftninger for Beth Mead i 86. minut.
She blev kåret som England Young Player of the Year i september 2017 og PFA Women's Young Player of the Year i 2018 og 2020.
I januar 2020, blev hun udnævnt af UEFA, som en af de 10 mest lovende kvindelig fodboldtalenter i Europa.

## Meritter

### Klub
Manchester City
- FA Women's Cup: 2019-20

England U/20
- U/20-VM i fodbold for kvinder Bronze: 2018